# Eugowra colei
Eugowra colei är en tvåvingeart som beskrevs av Daniel J. Bickel 2006. Eugowra colei ingår i släktet Eugowra och familjen dansflugor. Inga underarter finns listade i Catalogue of Life.